# Anne Conway
Anne Finch, coniugata Conway e nota anche come Viscontessa Conway (14 dicembre 1631 – 18 febbraio 1679), è stata una filosofa inglese.
Il suo lavoro, nella tradizione dei Platonici di Cambridge, influenzò Gottfried Leibniz. Il pensiero della Conway è originale in quanto appartenente alla filosofia razionalistica con tratti e modelli ginocentrici e in questo senso unico tra i sistemi del diciassettesimo secolo.

## Biografia
Ultima figlia di Sir Heneage Finch (che aveva rivestito l'incarico di Registratore di Londra e Speaker della Camera dei comuni sotto Carlo I d'Inghilterra) e della sua seconda moglie, Elizabeth (figlia di William Cradock of Staffordshire), nata una settimana dopo la morte del padre, Anne crebbe nella casa che oggi è nota con il nome di Kensington Palace, di cui la sua famiglia era proprietaria a quel tempo.
La sua formazione, ricevuta da precettori, comprendeva il latino, il greco e l'ebraico. Il suo fratellastro, John Finch, che incoraggiò i suoi interessi per la filosofia e la teologia, la presentò al platonico di Cambridge Henry More, già suo insegnante presso il Christ's College a Cambridge. Ne nacque una stretta amicizia e una corrispondenza di tutta una vita su temi riguardanti la filosofia di Cartesio, nel corso della quale Anne, da studentessa volontaria di More, divenne quasi sua pari. More, riferendosi ad Anne disse che "non incontrò mai nessuno, sia uomo che donna, di una natura migliore di Lady Conway" e che "anche nella conoscenza delle cose naturali e delle divine, non solo sorpassò il proprio sesso, ma anche l'altro". Nel 1652 More dedicò ad Anne il suo libro Antidoto contro l'ateismo.
Nel 1651 sposò Edward Conway, anch'egli allievo di More, che divenne primo conte di Conway; nel 1658, diede alla luce il suo unico figlio Heneage Edward, che morì di vaiolo soltanto due anni dopo. Anche il marito era interessato alla filosofia ma Anne lo superò sia nella profondità di pensiero che nella varietà di interessi. Anne si appassionò alla Cabala lurianica e poi al Quaccherismo, al quale si convertì nel 1677. In Inghilterra, a quel tempo i Quaccheri erano generalmente disprezzati e temuti e subivano persecuzioni e anche reclusioni. La decisione di Anna di convertirsi, rendere la sua casa un centro per l'attività quacchera e fare proselitismo attivo, fu quindi audace e coraggiosa.
Fin dall'età di dodici anni soffrì di gravi emicranie, che spesso la invalidarono per il dolore e la costrinsero alla ricerca continue di cure (ad un certo punto le furono aperte anche le vene giugulari). Ebbe anche consulenze mediche con il famoso medico Thomas Willis., ma pur avendo ricevuto le cure di molti medici, da nessuna trasse giovamento. Anne Conway morì nel 1679 all'età di quarantotto anni.

## Opera
Pubblicata per la prima volta in traduzione latina nel 1690 come Principia philosophiae antiquissimae et recentissimae de Deo, Christo & Creatura, e ritradotta in inglese nel 1692, i Principi della più antica e moderna filosofia è un'opera che sviluppa la sua visione monistica di un mondo creato da una sostanza. Essa critica l'idea cartesiana, secondo cui i corpi sono costituiti da materia morta, il concetto di anima affermato da Henry More nel suo Antidoto contro l'Ateismo ed infine le teorie dualiste sul rapporto tra corpo e spirito.